# Shingo Suzuki
Shingo Suzuki (鈴木 慎吾?, Suzuki Shingo; Saitama, 20 marzo 1978) è un ex calciatore giapponese, di ruolo centrocampista.